# O Pintassilgo
O Pintassilgo é um romance da autora americana Donna Tartt, ganhador do prêmio Pulitzer de Ficção em abril de 2014 e outros prêmios. Publicado em 2013, foi o primeiro romance de Tartt desde Amigo de Infância (2002).
O livro foca em Theodore Decker, de 13 anos, e as mudanças dramáticas que sua vida sofre após sua sobrevivência a um ataque terrorista no Museu Metropolitano de Arte, que mata sua mãe e resulta na sua posse da pintura O Pintassilgo (1654), de Carel Fabritius.

## Crítica
A recepção crítica do romance foi polarizada. No início, as publicações comerciais Kirkus Reviews e Booklist ambos deram ao romance críticas "estreladas". Booklist escreveu: "Encharcado de detalhes sensoriais, infundido com os pensamentos e sentimentos agitados de Theo, desencadeado por um diálogo ágil e impulsionado pela escalada de angústia cósmica e ação de suspense, o romance incisivo, desafiador, envolvente e vertiginoso de Tartt conduz uma grande investigação sobre o mistério e tristeza da sobrevivência, beleza e obsessão, e a promessa da arte."
Stephen King elogiou o romance e chamou Tartt de "uma escritora incrivelmente boa". No The New York Times, Michiko Kakutani apontou o que ela viu como os elementos Dickensianos do romance, escrevendo: "A Sra. Tartt fez do pássaro de Fabritius o MacGuffin no centro de seu glorioso romance Dickensiano, um romance que reúne todos os seus telntos notáveis de narrativa em um todo arrebatador e sinfônico que lembra o leitor dos prazeres imersivos e de ficar acordado a noite toda lendo." Woody Brown, escrevendo no Art Voice, descreveu O Pintassilgo como um "conto épico e maravilhoso, cujas 773 belas páginas dizem, em resumo: 'Como podemos? E, ainda assim, fazemos.'"
Em meados de 2014, a Vanity Fair informou que o livro teve "algumas das críticas mais severas em memória dos críticos mais importantes do país e provocou um debate aprofundado no qual os pessimistas acreditam que nada menos está em jogo do que o futuro da própria leitura." Tanto James Wood, do The New Yorker, quanto a London Review of Books, afirmaram que o livro era de natureza juvenil, o primeiro argumentando que o "tom, a linguagem e a história do romance pertencem à literatura infantil", enquanto o último chamou O pintassilgo de "livro infantil" para adultos. O The Sunday Times de Londres disse que "nenhum esforço para uma uma grande elevação pode disfarçar o fato de que O Pintassilgo é um peru", e a The Paris Review declarou: "Um livro como O Pintassilgo não desfaz nenhum clichê - ele se insere neles."
O romance ficou em 15º lugar na lista de final de década da Paste, com Josh Jackson escrevendo: "'Ficção literária' às vezes pode ser um código para 'levemente elaborado', mas de vez em quando surge um livro que é tanto contado de maneira muito envolvente, quanto é lindamente escrito. O Pintassilgo de Donna Tartt é um romance e tanto." Ema O'Connor criticou fortemente a parte em que Theo está fora de Nova York, mas elogiou muito as primeiras cem páginas e escolheu o livro como um dos 24 melhores da década: "É um romance policial, uma tese de história da arte, uma história de amadurecimento LGBTQ e uma meditação sobre masculinidade tóxica, tudo embrulhado em 976 páginas." Patrick Rapa, do The Philadelphia Inquirer, listou-o como um dos 20 melhores da década. Kakutani listou o livro como um dos maiores do século 21 como parte de uma pesquisa da Vulture, argumentando: "Nas mãos de um romancista menor, [seus] desenvolvimentos poderiam parecer artificiais, mas Tartt escreve com tanta autoridade, entusiasmo e compreensão do personagem que sua história se torna tão persuasiva quanto cheia de suspense."

### Crítica europeia
O Pintassilgo foi descrito como "um grande romance encantador" pelo Le Monde e "magistral" pela Télérama. A revista semanal belga HUMO chamou-o de "livro do ano", enquanto Le Point entusiasmou-se ao dizer que que "cômico e trágico, cruel e terno, íntimo e vasto, Le Chardonneret (em português: O Pintassilgo) é um daqueles raros romances que exigem o cancelamento de qualquer obrigação social. " A própria Tartt foi elogiada como "uma romancista no topo de sua arte" pelo Le Journal du Dimanche e como uma "mágica da escrita que é generosa com desvios, reflexões e personagens" pelo site de notícias NU.nl.
O jornal holandês de Volkskrant publicou uma crítica cinco estrelas e chamou o livro de "um Bildungsroman escrito em um estilo belo e muitas vezes cintilante. ... Um romance rico e uma reflexão impressionante sobre a tristeza e o consolo. E sobre o papel crucial e atemporal da arte". De Limburger também deu uma crítica cinco estrelas e sugeriu que Tartt havia "escrito o melhor romance de 2013. Ele vai te surpreender completamente". Seu sentimento foi ecoado pelo De Telegraaf, que argumenta que O pintassilgo é um "romance rico e muito legível", bem como na avaliação de Financiele Dagblad de que "Donna Tartt é uma escritora extraordinária e Het puttertje (em português: O Pintassilgo) é um romance lindo e rico." Outro jornal holandês, Het Parool, resume-o como um “romance lindo e emocionante, repleto de personagens fascinantes”.
Outras críticas holandesas foram mais mistas em sua recepção. NRC Handelsblad avaliou o livro com duas de cinco estrelas, escrevendo que era "como ler uma variante de Dickens do século XXI, com os personagens sendo "clichês" e não desenvolvidos". Vrij Nederland e De Groene Amsterdammer também criticaram, argumentando que o livro era muito extenso.

## Prêmios e indicações
O Pintassilgo recebeu o Prêmio Pulitzer de Ficção em 2014.
A Amazon selecionou o romance como o Melhor Livro do Ano de 2013. O livro foi selecionado para o National Book Critics Circle Award de 2013 e para o Baileys Women's Prize for Fiction. Foi premiado com a Medalha Andrew Carnegie de Excelência em Ficção em 2014. O livro foi selecionado como um dos 10 Melhores Livros de 2013 pelos editores do New York Times Book Review.

### Vendas
O romance passou mais de trinta semanas na lista dos mais vendidos do The New York Times nos EUA e na lista dos mais vendidos de ficção em capa dura do The Sunday Times no Reino Unido. Alcançou o primeiro lugar nas Edições da Plon na França em janeiro de 2014, e na Itália o romance alcançou a décima posição na lista dos mais vendidos. Foi o best-seller número um na Finlândia em junho de 2014. Na  Alemanha, O Pintassilgo alcançou o segundo lugar na lista dos mais vendidos da Der Spiegel.

## Adaptações
John Crowley dirigiu uma adaptação cinematográfica em 2019 para a Warner Bros. e a Amazon Studios. Ansel Elgort e Oakes Fegley dividem o papel principal de Theo, e Aneurin Barnard e Finn Wolfhard dividem o papel de Boris.